# Bangar (Brunei)
Bangar ist ein Mukim im Distrikt Temburong von Brunei. Der Mukim (Subdistrikt) umfasst 113 km². 2016 hatte er ca. 2700 Einwohner.

## Geographie
Bangar liegt im Nordwesten des Distrikts temburong und grenzt an den Mukim Labu im Norden, Mukim Batu Apoi im Osten, Mukim Amo im Südosten, Mukim Bokok im Südwesten und Limbang, Sarawak (Malaysia) im Westen und Norden. Zum Mukim gehört die Insel Pulau Kibi an der Küste. Bangar liegt im Gebiet der Limbang Syncline, die sich von Westen aus dem Gebiet von Sarawak bis in das Gebiet von Brunei hinein erstreckt. Die ersten steilen Klippen der Syncline bilden einen Teil der Grenze zu Sarawak im Westen und bestimmen auch die Straßenführung an der Grenze sowie die Südgrenze zu Amo.
Weiter nach Süden verläuft die Grenze entlang des stark mäandrierenden Sungai Tabahan. Weitere Flüsse sind Sungai Kibi und Sungai Subok.

### Bangar Zentrum
Der eigentliche Ort liegt an der Südostgrenze des Subdistrikts, er schmiegt sich an die Anstiege der Limbang Syncline und liegt am Durchbruch des Sungai Kibi. Direkt im Südosten schließt sich das Peradayan Forest Reserve (Amo) an. Im Ortskern befinden sich eine Bank, die Moschee Masjid Utama Mohammad Salleh und das Krankenhaus Pengiran Isteri Hajjah Mariam Hospital.

## Verwaltung
Der Subdistrikt ist einer der fünf Mukim von Temburong District. Er ist einem Penghulu unterstellt, der Amtsinhaber ist derzeit Abdul Rahman bin Merusin.

### Verwaltungsgliederung
Zum Mukim gehören die Kampong
- Pekan Bangar Lama
- Pekan Bangar Baru
- Perkemahan Bangar
- Kampong Menengah
- Kampong Sungai Sulok
- Kampong Sungai Tanit
- Kampong Sungai Tanam
- Kampong Balayang
- Kampong Semamang
- Kampong Buang Bulan
- Kampong Belingus
- Kampong Batang Tuau
- Kampong Seri Tanjong Belayang
- Kampong Puni
- Kampong Ujong Jalan

## Grenzposten

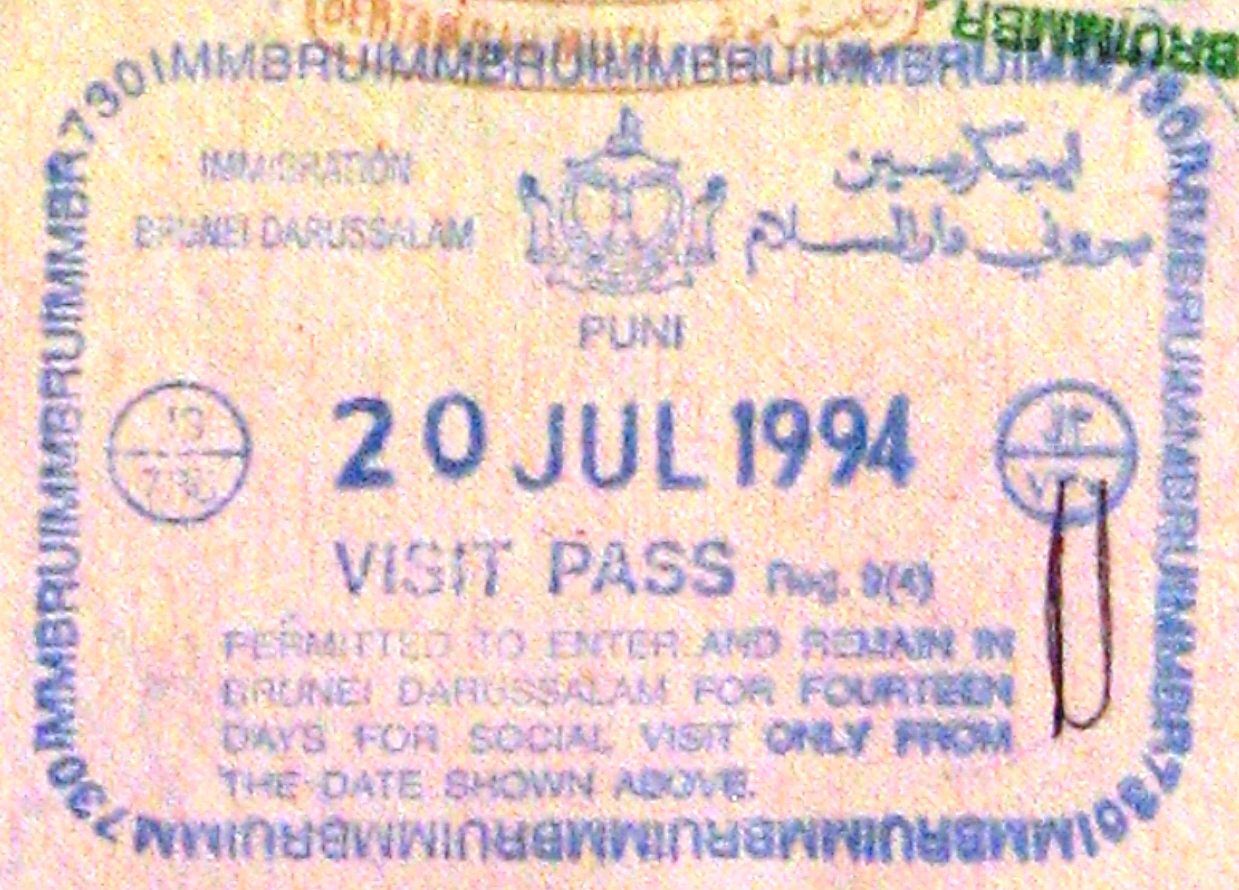
Einreisestempel vom Grenzkontrollpunkt Puni

Ein Grenzposten zu Malaysias Sarawak liegt in Kampung Puni, 5 km vom Zentrum von Bangar entfernt. Früher gab es einen Fährverkehr über den Pandaruan River, der streckenweise die Grenze bildet 2013 wurde jedoch die Malaysia-Brunei Friendship Bridge eröffnet, die seit dem 8. Dezember 2013 für den Verkehr zugänglich ist.
Vorher lagen die Zollstationen 500 m von dem Fähranleger bei Bangar entfernt, während der malaysische Zoll bei der Limbang Wharf in Pekan Limbang in 15 km Entfernung lag. Später wurde ein weiterer Checkpoint bei Pandaruan eröffnet.